# Treignat
Treignat és un comú francès al departament d'Alier (regió d'Alvèrnia-Roine-Alps). L'any 2007 tenia 452 habitants.

## Urbanisme

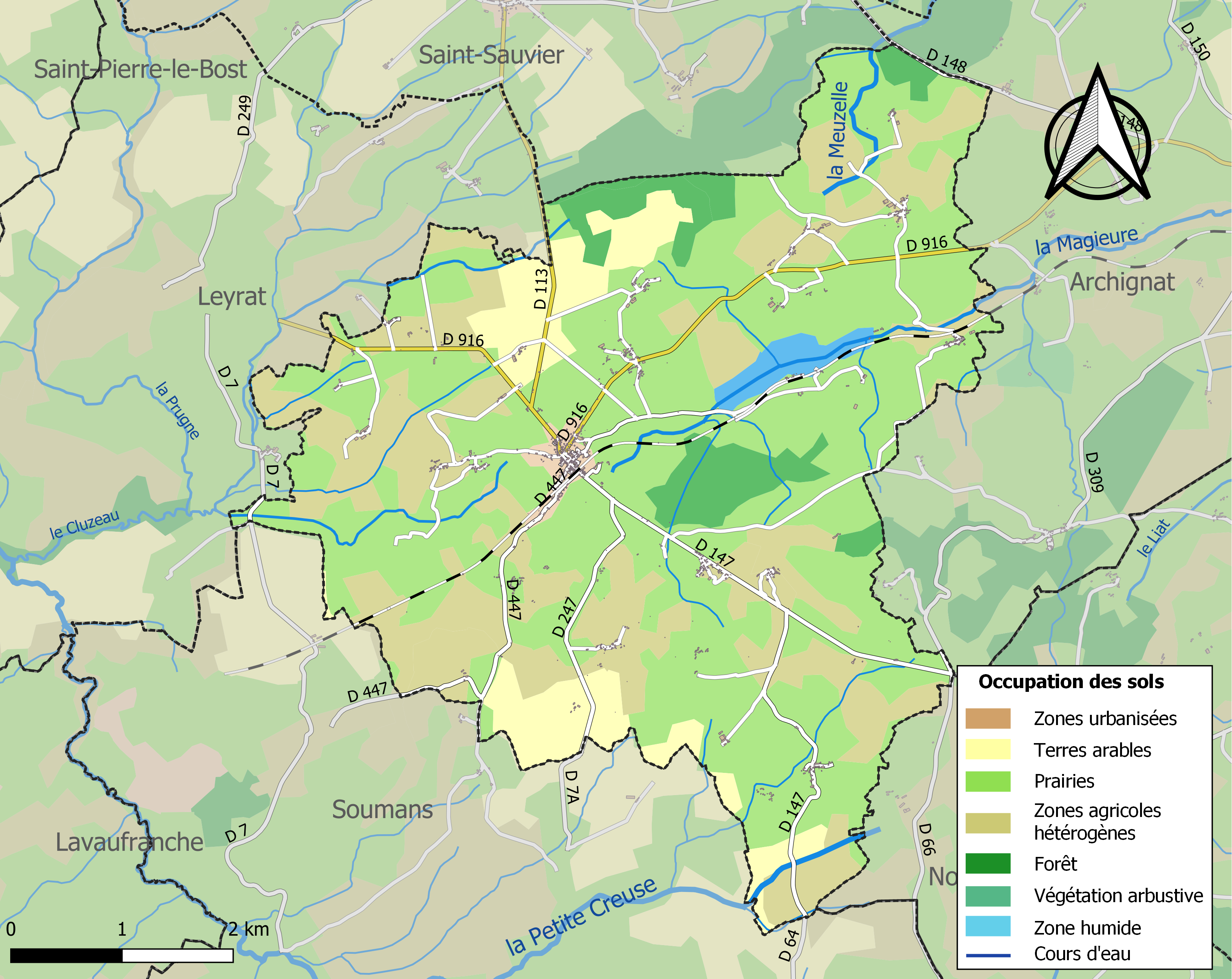
Mapa d'infraestructures i usos del sòl del comú l'any 2018 (CLC).

Treignat és un comú rural, ja que és un dels comuns poc o molt poc poblats, en el sentit de la quadrícula de densitat comunal de l'INSEE.
A més, el comú forma part de l'àrea d'atracció de Montluçon, del qual és un comú de la corona. Aquesta zona, que inclou 58 comuns, es classifica en zones de entre 50.000 i 200.000 habitants.
La cobertura del sòl del comú, tal com es desprèn de la base de dades biofísica europea de cobertures del sòl CORINE Land Cover (CLC), està marcada per la importància del sòl agrícola (92,1% el 2018), una proporció substancialment equivalent a la de 1990 (93,1%). La distribució detallada l'any 2018 és la següent: prats (56,9%), zones agrícoles heterogènies (26,7%), terres de conreu (8,5%), boscos (5,5%), aigües continentals (1,4%), zones urbanitzades (1 %).
La cobertura del sòl del municipi, tal com es desprèn de la base de dades biofísica europea de cobertures del sòl Corine Land Cover (CLC), està marcada per la importància del sòl agrícola
L'IGN també ofereix una eina en línia per comparar l'evolució en el temps de l'ús del sòl al comú (o territoris a diferents escales). S'hi poden accedir en forma de mapes o fotografies aèries diverses èpoques: la Carta Cassini (segle xviii), el carte d'état-major (1820-1866) i el període actual (des del 1950).

## Demografia

### Població
El 2007 la població de fet de Treignat era de 452 persones. Hi havia 208 famílies de les quals 76 eren unipersonals (24 homes vivint sols i 52 dones vivint soles), 84 parelles sense fills, 36 parelles amb fills i 12 famílies monoparentals amb fills.
La població ha evolucionat segons el següent gràfic:

### Habitatges
El 2007 hi havia 346 habitatges, 214 eren l'habitatge principal de la família, 71 eren segones residències i 61 estaven desocupats. 341 eren cases i 4 eren apartaments. Dels 214 habitatges principals, 189 estaven ocupats pels seus propietaris, 20 estaven llogats i ocupats pels llogaters i 5 estaven cedits a títol gratuït; 1 tenia una cambra, 14 en tenien dues, 58 en tenien tres, 53 en tenien quatre i 88 en tenien cinc o més. 85 habitatges disposaven pel capbaix d'una plaça de pàrquing. A 95 habitatges hi havia un automòbil i a 76 n'hi havia dos o més.

### Piràmide de població
La piràmide de població per edats i sexe el 2009 era:
| Homes | Edats   | Dones |
| ----- | ------- | ----- |
| 0     | 95 o +  | 0     |
| 0     | 90 a 94 | 12    |
| 16    | 85 a 89 | 28    |
| 0     | 80 a 84 | 8     |
| 20    | 75 a 79 | 24    |
| 12    | 70 a 74 | 24    |
| 32    | 65 a 69 | 16    |
| 8     | 60 a 64 | 4     |
| 16    | 55 a 59 | 16    |
| 24    | 50 a 54 | 8     |
| 24    | 45 a 49 | 16    |
| 8     | 40 a 44 | 16    |
| 8     | 35 a 39 | 8     |
| 4     | 30 a 34 | 4     |
| 20    | 25 a 29 | 12    |
| 13    | 20 a 24 | 12    |
| 16    | 15 a 19 | 8     |
| 20    | 10 a 14 | 16    |
| 4     | 5 a 9   | 8     |
| 0     | 0 a 4   | 12    |

## Economia
El 2007 la població en edat de treballar era de 245 persones, 180 eren actives i 65 eren inactives. De les 180 persones actives 165 estaven ocupades (87 homes i 78 dones) i 15 estaven aturades (9 homes i 6 dones). De les 65 persones inactives 29 estaven jubilades, 18 estaven estudiant i 18 estaven classificades com a «altres inactius».

### Ingressos
El 2009 a Treignat hi havia 222 unitats fiscals que integraven 473 persones, la mediana anual d'ingressos fiscals per persona era de 13.925 €.

### Activitats econòmiques
Dels 22 establiments que hi havia el 2007, 1 era d'una empresa alimentària, 1 d'una empresa de fabricació de material elèctric, 3 d'empreses de construcció, 7 d'empreses de comerç i reparació d'automòbils, 1 d'una empresa d'hostatgeria i restauració, 1 d'una empresa financera, 1 d'una empresa immobiliària, 1 d'una empresa de serveis, 5 d'entitats de l'administració pública i 1 d'una empresa classificada com a «altres activitats de serveis».
Dels 7 establiments de servei als particulars que hi havia el 2009, 1 era una oficina bancària, 1 funerària, 1 paleta, 1 lampisteria, 1 perruqueria, 1 veterinari i 1 restaurant.
Dels 3 establiments comercials que hi havia el 2009, 2 eren botiges de menys de 120 m² i 1 una fleca.
L'any 2000 a Treignat hi havia 31 explotacions agrícoles que ocupaven un total de 1.785 hectàrees.

## Equipaments sanitaris i escolars
L'únic equipament sanitari que hi havia el 2009 era una farmàcia.
El 2009 hi havia una escola elemental integrada dins d'un grup escolar amb les comunes properes formant una escola dispersa.

## Poblacions properes
El següent diagrama mostra les poblacions més properes.